# Ocuiltzapotlán
La Villa Ocuiltzapotlán  es una localidad del municipio de Centro, Tabasco, México. Tiene un total de población de 23 571 habitantes. De las cuales 18 311 pertenece a Ocuiltzapotlán centro, el 4 675 al fraccionamiento Ocuiltzapotlán Dos, el 311 a Villa Unión, el 273 el Zapotal (La llave). Es una de las 7 villas del municipio y uno de los 13 Centros de Desarrollo Regional (CDR) en los que se desarrollan la mayoría de las actividades económicas y sociales del municipio.
Se localiza a 18 km al norte de la ciudad de Villahermosa, capital del estado, y forma parte de la Zona Metropolitana de Villahermosa. En los últimos años, la Villa Ocultzapotlán ha experimentado un importante crecimiento poblacional, debido a su cercanía con la capital del estado y a que se localiza sobre terrenos altos libres de inundaciones, lo que ha motivado la creación de muchos fraccionamientos y polos de desarrollo habitacional.

## Toponimia
La palabra Ocuiltzapotlán, del vocablo náhuatl, ocuillin: gusano, zapotl: zapote, tlan: lugar "lugar del zapote con gusano" o "lugar de frutas dulces y redondas con gusano".

## Historia
Entre las primeras referencias oficiales y documentos de la corona española, dadas a conocer en 1579 aparece el primer mapa de Tabasco, en este documento histórico aparece Oquitzapotlán' en lo que hoy se conoce como la región de los chontales en el municipio de Nacajuca, Desde entonces hasta la actualidad tiene 450 años. Los chontales son descendientes de la gran cultura maya; y su lengua es una manifestación de la familia máyense, la cual consta con 28 lenguas diferentes, siendo esta en el presente de Ocuiltzapotlán una lengua muerta.
Historiadores reconocidos han señalado que las continuas incursiones de piratas en la zona conocida como la Chontalpa provocaron la extinción de algunos pueblos, entre los que resistieron y sobrevivieron estaba Ocuiltzapotlán.
Años más tarde, los habitantes de Ocuiltzapotlán, emigran debido a las constantes invasiones y daños que provocaba en su milpa el ganado de los españoles, así como los abusos que cometían estos. Formando el pueblo nuevo de Ocuiltzapotlán, San Carlos en 1766 y San Fernando de Ocuiltzapotlán en 1768.
Hacia 1910, durante el período de la Revolución mexicana y pos de la Revolución, muchos de los habitantes de esta población, participaron como soldados y destacados educadores.

## Orografía
Presenta el aspecto de una vasta planicie cortada a trechos por algunos lomeríos bajos, de naturaleza de color más o menos rojizo y bajos pantanosos, diseminados en superficie cubiertos por maleza y plantas acuáticas. Su altura es arriba de los 10 m s. n. m.

## Hidrografía
La Villa Ocuiltzapotlán se encuentra irrigada por la laguna Paso Segundo, laguna del Coco, y los ríos Gonzales (hoy río Azolvado), Garduza y Medellín.

## Clima
Es sumamente caluroso y húmedo, la temperatura medio anual es de 26 °C. Las lluvias son constantes; su precipitación es de 2,750 mm. La primavera es seco en esta tierra y en verano llueve con más intensidad, son las lluvias torrenciales conocidos como turbonadas, que abarca otoño e invierno.

## Flora y fauna
Predomina la vegetación (P) pastizal. Es variado en árboles, arbustos, hierba y también abundan con los árboles frutales como son: coco, aguacate, naranja, chicozapote, mamey, cacao, chinín, mango, cocoite, zapote, tamarindo, pitahaya, nance, guaya, guayaba, anona, papaya, marañón, guanábana, toronja, limonero, plátano; tipo de vegetación: cedro, macuili y caoba.

### Fauna
Existen diversos tipos de animales como son: bovinos, porcinos, avícolas, ovino y caprino. junto con animales de la vegetación circundante como iguanas, garrobos, buitres negros, cotorros, loros, palomas de monte, gavilanes, águilas, caracoleros(ave cazadora de caracoles y pequeños animales acuáticos parecida a un gavilán),etc.

## Habitantes
En Ocuiltzapotlán habitan 23,987 habitantes, es decir su población es mayor a la de cabeceras municipales más pequeñas como: Jalapa, Tacotalpa y Jonuta. Actualmente la cuarta parte de la población se dedica a la docencia que va de generación a generación.

## Infraestructura
En los últimos años, a raíz de la inundación de Tabasco en 2007 y 2009, y por estar ubicadas zonas altas, este corredor urbano ha sido receptor de importantes obras viviendísticas, como los fraccionamientos: El crecimiento urbano de esta zona es pujante, al existir un gran número de fraccionamientos y colonias como:
- Ocuiltzapotlán (Centro)
- Col. El Arbolito
- Col. Los Castros
- Col. Reforma
- El Zapotal (La Llave)
- Villa Unión
- Fracc. Tercer Milenio (la mitad del Fraccionamiento pasa en los territorios de la Villa y la otra en Macultepec)
- Fracc. Lomas de Ocuitlzapotlán I
- Fracc. Lomas de Ocuitlzapotlán II
- Fracc. ISSET Ocuiltzapotlán
- Fracc. Las Rosas de Ocuiltzapotlán
- Fracc. Los Ángeles
- Fracc. El Encanto
- Fracc. Carlos Pellicer
- Fracc. Colinas de Santo Domingo.

### Servicios municipales
La Villa cuenta con todos los servicios municipales, la mayoría de sus calles están pavimentadas con hormigón (concreto), cuenta con oficinas administrativas del gobierno municipal, un centro de salud, parques y jardines, y panteón municipal, entre otros.

### Servicios y comunicaciones
Para atender la demanda del servicio de comunicación, la Villa Ocuiltzapotlán dispones de, oficinas de Telecom, oficinas de telégrafo y correos, cuenta también con oficinas de Servicios Postal Mexicano, servicio de teléfono público TELMEX, varios cibercafés que ofrecen el servicio de Internet a la Villa, televisión satelital y por cable, red de telefonía celular.
Dentro de los servicios más importantes que ofrece la villa son: bancos (Banco Azteca, Elektra), televisión satelital y por cable, telefonía convencional, red de telefonía celular, talleres mecánicos, así como casa de empeño (PrendaMex) y restaurante (Leo).

### Luz eléctrica, drenaje y recolección de basura
Actualmente la Villa Ocuiltzapotlán cuenta con las oficinas de la Comisión Federal de Electricidad. Así que la Villa cuenta con todos los servicios de luz eléctrica, alumbrado público y un 99% de las localidades tienen energía eléctrica.
Uno de los problemas más frecuente de la Villa es la cuestión de la sobrepoblación que ha tenido en estos últimos años aumentado el índice de usuarios y por lo tanto con mucha frecuencias se va la luz en diferentes puntos de la Villa, otra problemática es que la CFE brinda transformadores de los cuales ya no abastecen. Debido a que muchas personas se encuentran en resistencia civil.
- Agua potable

Casi la mayor parte de la Villa cuentan con este servicio. 
El mayor problema ocurre en los pozos de agua potable, donde la baja presión del agua no permite dar un servicio permanente y los habitantes se quejan por la falta y el mal manejo de este servicio. 
También la distribución de agua purificada es por medio de garrafones de 20 litros, en casi toda la villa.
- Drenaje

El drenaje resulta ser el servicio básico con mayor cobertura en la Villa Ocuiltzapotlán. 
La falta de mantenimiento de los drenaje aumenta la contaminación local y la probabilidad de enfermedades de gastroenteritis, dando así las indundaciones de algunas calles cuando viene la temporada de lluvias (actualmente se hicieron cambios de una nueva red).
- Recolección de basura

La Villa Ocuiltzapotlán cuenta con servicios de recolección de basura tres veces a la semana, esta basura se lleva al basurero municipal ubicado a la orilla de Villahermosa.

## Instituciones educativas
La Villa cuenta con todas las instituciones educativas de nivel básico hasta nivel superior, cabe mencionar que no contando las instituciones que cuenta en sus colonias y fracionamientos solo en el centro de Ocuiltzapotlán de las cuales destacan principalmente las siguientes:
- Preescolar "Rosa Aurora Calcaneo"
- Preescolar "Cecilia Pico Contreras"
- Primaria "M. Adelina Martinez Chable"
- Primaria "Profr. Francisco Hernández Méndez"
- Primaria "Porfr. Alcides Flota Oropeza"
- Primaria "M. Carmen Cadena de Buendia"
- Secundaria Técnica Agropecuaria no.3
- Preparatoria Centro de Bachillerato Tecnológico Agropecuario no.54 (CBTA)
- Instituto Tecnológico de la Zona Olmeca (ITZO )
- Centro de Estudios de Informática de Tabasco (CEIT)

## Economía
En la villa predomina la actividad comercial. Al ser la segunda villa más importante del municipio de Centro después de la capital del estado, Ocuiltzapotlán cuenta con una fuerte actividad comercial, siendo un centro comercial y de servicio de una buena vasta zona.

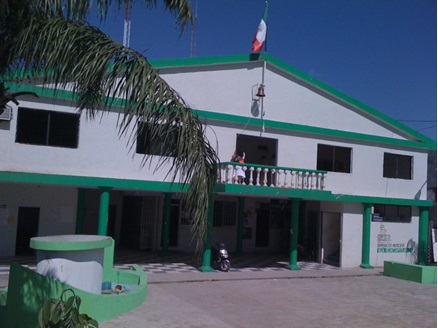
Delegación de la Villa

### Comercios
Existen en la Villa supermercados, almacenes, mueblerías, restaurantes, tiendas de conveniencia, abarroteras, papelerías, cibercafés, talleres mecánicos, misceláneas, mercerías, tiendas de ropa, tiendas de bisutería, trapalearías, farmacias, droguerías, refaccionarias, tiendas de pinturas, casa de empeño,puteros, bares y restaurante, distribuidoras de agua embotellada y refresquerías entre otros.

## Religión
El catolocismo se introdujo en el año 1519, en el que cada quien veneraba el santo de su devoción. Casi el 70% de la población de la Villa Ocuiltzapotlán se profesa la religión católica, y aunque existe respeto a la libertad de culto se venera a Nuestra Señora de la Natividad, aunque existen otras religiones como son; los evangélicos, los presbiterianos, los sabáticos, los pentecostés y los mormones entre otros.

### Llegada de la Virgen
En el año 1808 se funda la iglesia cuando llegaron los españoles trajeron a 3 vírgenes que tenían 3 destinos: Cunduacán, Villa Cuauhtémoc (Centla) y Ocuiltzapotlán. 
Se dice que las tres vírgenes venían traídas en una carreta jalada por un burrito, y al llegar a la villa, uno de los burritos de una de las vírgenes la cual no era destinada a la villa se echó y no había poder humano que lo levantara, pues la valiosa carga que tenía se había puesto pesada. Las personas más ancianas de la comunidad interpretaron esto como una señal de que esa imagen de la virgen quería quedarse en ese pueblo y los encargados de entregarlas ahí la dejaron.

### Fiesta Del Milagro de la Virgen de la Natividad
Cada 8 de septiembre se celebra el nacimiento de la Virgen de la Navitidad, los pobladores de la Villa hacen una fiesta en honor a ella los días 7, 8 y 9 de septiembre.
Ya había pasado las fiestas del 8 de septiembre de 1858, y se iniciaba como todos los días un día normal como cualquier otro, en la que los habitantes de la villa se habían levantado para ir a trabajar, pues los pobladores se dedicaban al trabajo del campo, ese día se registró en Tabasco un fuerte temblor, acompañado de huracanes, los pobladores del lugar creyeron que era el fin del mundo o juicio final.
Fue entonces el 20 de septiembre de 1858, en que los habitantes de la Villa estaban reunidos en la Iglesia rezando ante la Virgen de la Navidad y el consejo de ancianos determinó sacar a la Virgen en Procesión en la principales puertas de la iglesia (norte, sur, oeste), al pasar de una puerta a otra, la lluvia se fue calmando y cuando llegó a la última puerta se vio en la imagen de la Virgen como de sus ojos brotaban lágrimas y al instante todo volvió a la calma, y es así como la Virgen de la Natividad había hecho un milagro salvando a la Villa de ser arrasada por las lluvias e inundaciones, por eso la Villa Ocuiltzapotlán en agradecimiento a ella, a partir de ese año celebran con gran alegría el milagro que obró a favor de la Villa.
Cómo la celebración de la fiesta patronales, acaban de pasar los días 7, 8 y 9 de septiembre, acordaron celebrar el milagro el 20 de octubre de cada año un mes después del milagro. Haciendo una procesión dentro del templo recordando aquel milagro.

### Persecunsión de las imágenes
En el período de Tomás Garrido Canabal conocido como el Garridismo, muchas de las iglesias fueron saqueadas y sus imágenes fueron quemadas y destruidas, y los habitantes de la Villa de Ocuiltzapotlán, siendo fieles a su patrona la Virgen de la Natividad decidieron ocultar la imagen dentro de un terreno enmontado, para que no sufriera los ultrajes del Garridismo, y ahí la gente llegaba todos los días a venerarla así también la imagen del Señor de Tila fue ocultada en un lugar llamado el Chivo en una cueva del mismo lugar, todo esto con la finalidad de que no fueran destruidas por el poder de Tomás Garrido Canabal.

### Reconstrucción de la Iglesia
A finales del siglo XX, se tomó la decisión de reconstruir la Iglesia con una Arquitectura contemporánea, pero al final los pobladores de la Villa decidió dejar las torres como un símbolo y patrimonio de la Villa Ocuiltzapotlán, combinando varios estilos arquitectónicos dentro y fuera de la iglesia se le agrupó con una Arquitectura ecléctica.
Los que ha despertado un gran interés de los habitantes de la Villa Ocuiltzapotlán. Por el cual se organizó un grupo especialmente encargado para la construcción de la Iglesia, formado por personas de la misma Villa. Al mismo tiempo se reorganizó las áreas de los referente a la Pastoral de Evangelización, para llevar con efectividad la palabra de Dios a toda la Villa y sus colonias.
En 26 de septiembre de 2011, el Monseñor Gerardo de Jesús Rojas López, ofició una misa nombrando oficialmente e inaugurándo la Iglesia de Nuestra Señora de la Natividad, con la categoría de parroquia, teniendo como primer párroco al Pbro. Rafael Jiménez González desde ese año hasta su cambio el 14 de diciembre del 2017. Desde el 14 de diciembre del 2017 el cargo esta ocupado por el Pbro. Ricardo González Torres.

## Comunicaciones
La Villa Ocuiltzapotlán, se localiza a orillas de la carretera federal N.º 180 tramo de autopista de 4 carriles Villahermosa - Ciudad del Carmen, lo que le permite tener una eficiente comunicación con la capital del estado la ciudad de Villahermosa, de la que dista a 18 km.
Usualmente los habitantes de la Villa Ocuiltzapotlán no tienen ningún tipo de problema con la comunicación para desplazarse de un lugar a otro, solo basta ir a la Joya (es decir la entrada de la Villa Ocuiltzapotlán) que comunica de la Villa Ocuiltzapotlán al norte con  Tamulte de las Sabanas, El Espino, Simón Sarlat, Ignacion Allende y Frontera, de la Villa Ocuitlzapotlán al oeste a Paso Real de la Victoria, Sandial, Cerro, Guacímo, Jiménez y Nacajuca, también de Villa Ocuiltzapotlán al sudoeste a Tierra Amarilla, Samarcanda y Villahermosa, de la Villa Ocuiltzapotlán al sur a los Ángeles, Lomas de Ocuiltzapotlán I, ISSET Ocuiltzapotlán, Las Rosas Ocuiltzapotlán, Fraccionamiento Santo Domingo Ocuiltzapotlán, Lomas de Ocuiltzapotlán II, Fracciomiento La Ceiba Ocuiltzapotlán, Fraccionamiento Carlos Pellicer Cámara de Ocuiltzapotlán, Villa Unión Ocuiltzapotlán, El Zapotal (La Llave) Ocuiltzapotlán, Col. Constitución, La Huerta y Villahermosa, entre otras.